# حسن سیدبیلی
حسن سیدبیلی (ترکی آذربایجانی: Həsən Mehdi oğlu Seyidbəyli; ۲۲ دسامبر ۱۹۲۰ – ۲۵ ژوئن ۱۹۸۰) کارگردان، نویسنده و فیلم‌نامه‌نویس اهل جمهوری آذربایجان بود.